# 島村鼎甫
島村 鼎甫（しまむら ていほ、天保元年（1830年） - 明治14年（1881年）2月25日）は幕末、明治の医学者。幼名は亨二。通称は貞蔵、鵬輔。字は鉉仲。号は柴軒。備前国出身。大坂で緒方洪庵に学び、江戸種痘所に入り、徳島藩侍医、医学所教授、医学校及開成学校二等教授、文部中教授。

## 生涯
天保元年（1830年）、備前国上道郡沼村（岡山県岡山市東区沼）に五代津下古庵の次男として生まれた。天保4年（1833年）12月岡山城下上之町柴屋志げ養子となった。
姫路藩で仁寿山黌、大坂で後藤松陰に儒学を学び、曽根崎に寄宿、西周と同宿した。嘉永5年（1852年）緒方洪庵に蘭学を学び、1年で全科を修了し、京都の赤沢寛輔に塾頭として招かれた。留学前から一定の蘭学知識があったと思われ、隣町下之町にいた石井宗謙、楠本イネとの関係が考えられる。
嘉永6年（1853年）江戸に出て、種痘所で伊東玄朴に学んだ。安政元（1854年）徳島藩侍医。文久2年（1862年）緒方洪庵の医学所頭取就任に伴い、教授に推挙された。明治元年（1868年）12月10日医学校及開成学校二等教授、明治4年（1871年）文部中教授。麻布区広尾町33番地に3000坪の屋敷を構えたが、明治12年（1879年）頃脳卒中で半身不随、健忘となり、屋敷を矢野二郎に売却し、芝区愛宕下に移った。面疔を発症して東京大学医学部附属病院に入院し、明治14年（1881年）2月25日死去、17日谷中天王寺に葬られた。位牌は現在京都西翁院に存する。

## 訳書
『撤兵演式』
王立陸空軍士官学校 "Voorschrift op het tirailleuren"を訳し、安政4年（1857年）出版したもの
『扶氏診則』
長崎留学中の村田蔵六から得たクリストフ・ヴィルヘルム・フーフェラント "Enchiridion medicum; oder Anleitung zur medizinischen Praxis."上巻総論部を嘉永7年（1854年）6月訳したもの。山本致美に原稿を売却し、安政5年（1858年）『扶氏診則』として出版された。
『創痍新説』
サミュエル・D・グロス "A system of surgery : pathological, diagnostic, therapeutic, and operative"オランダ語版の重訳。原著の第10章Wounds and contusionsを訳したもので、後に田代一徳、石黒忠悳等により各所が訳された。戊辰戦争で広く実用された。
『生理発蒙』
Douwe Lubach "Eerste grondbeginselen der Natuurkunde van den Mensch"翻訳。
『日講紀聞』
ウィリアム・ウィリス、アントニウス・ボードウィンの講義録。司馬凌海口訳、石黒忠悳筆記で、鼎甫は校正、整理、印刷を担当したと思われる。

## 家族
- 父：五代目津下古庵
- 母：綾（あや） - 赤坂郡牟佐村難波権之輔娘[2]
- 養母：柴屋志げ - 三代目古庵養子積松の実家、和気郡麻宇那村島村庄兵衛娘[2]。
- 兄：津下精斎 - 岡山藩医。
- 妻：遊喜（ゆき） - 喜多氏。大正7年（1918年）6月17日76歳で没[1]。
- 養女：幸（こう） - 昭和38年（1963年）没[6]。
- 養子：島邨俊一 - 鼎甫の死後、明治18年（1885年）7月16日幸と縁組[1]。京都府立医科大学学長。